# Ernest Willoqueaux

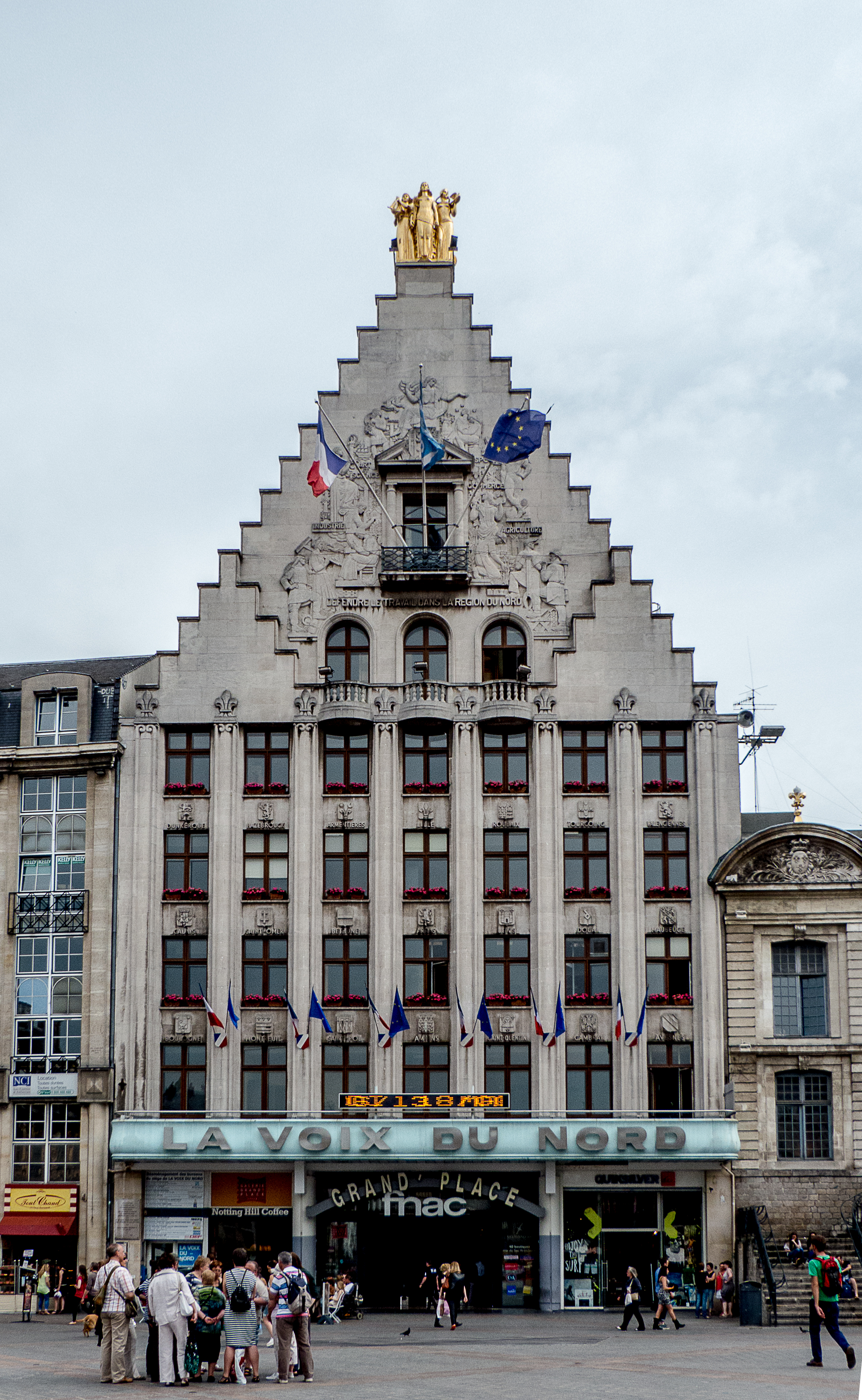
La Voix du Nord sur la Grand-Place de Lille

Ernest Joseph Willoqueaux, né à Flers-lez-Lille (Nord) le 8 mars 1882 et décédé à Mortagne-du-Nord le 2 septembre 1958, est un architecte français.

## Biographie
Il commence sa formation à Lille, élève de François-Joseph Delemer à l'école des beaux-arts de Lille, puis de Victor Laloux à l'école des beaux-arts de Paris (promotion 1902, première classe 1906)
Il s'installe comme architecte, rue de la Barre à Lille. Il réalise de nombreuses maisons souvent de style Art déco. Une œuvre très connue, réalisée avec Albert Laprade, est le bâtiment de La Voix du Nord sur la Grand'Place de Lille. Il a réalisé des monuments aux morts dans les années 1920.
Son fils Pierre Willoqueaux, né en 1912, suit les traces de son père à l'école supérieure des beaux-arts de Paris et devient architecte en 1936.

## Réalisations notables
- 1911 : Maison 12-14 Place Saint-André à Lille
- ?: Maison 33 Rue Négrier à Lille (signée sur la façade)
- Avant 1920 : Maison 29 rue Henri Poissonnier Mons-en-Baroeul
- 1923 : Immeuble 203 boulevard de la Liberté à Lille[4]
- 1927 : Immeuble 201 boulevard de la Liberté à Lille[5]
- Vers 1930 24-26, Maison rue du Plat à Lille[6]
  - Vous pouvez visualiser son travail pour la maison 24 rue du Plat via le site https://lavilla30.fr
- 1936-1938 : Bâtiment de l’Echo du Nord (actuelle Voix du Nord) Grand Place à Lille[7]